# 창덕궁 금천교
창덕궁 금천교(昌德宮 錦川橋)는 서울특별시 종로구 와룡동, 창덕궁(사적 제122호)에 있는 조선시대의 교량이다. 2012년 3월 2일 대한민국의 보물 제1759호로 지정되었다.

## 용도 및 역할
금천교는 창덕궁 뿐만 아니라 모든 궁궐에서 똑같은 역할을 하는데, 그것이 바로 이 궁에 들어오는 사람의 몸에 붙은 잡귀를 떼어내는 것이다. 금천교 아래 있는 수로 (옛날에는 물이 있었지만 지금은 없다. 그런데, 비가 오면 물이 고여서 물이 찬 모습을 볼 수 있다) 또는 물을 금천이라고 하는데, 이 물은 북쪽 산에서 내려온다. 당시 사람들은 이 금천을 건너는 사람에게서 떨어져 나온 잡귀들은 금천교 주변에 있는 서수(그 중에서도 물귀신을 잡아먹는다는 천록)에게 잡아먹힌다고 믿었다.

## 입지 현황 및 역사문화환경
금천교는 창덕궁의 돈화문과 진선문(進善門)사이를 지나가는 명당수(明堂水)위에 설치되어 있다. 창덕궁의 명당수,즉 금천(禁川)은 북쪽에서 남쪽으로 흘러내려 돈화문 오른쪽까지 와서 궐 밖으로 빠져나가는데, 이 어구(御溝)물가에는 화강석 6∼7단을 가지런하게 쌓은 축대를 설치하였고, 여기에 금천교를 설치하여 궐내로 들어갈 수 있게 하였다.

## 연혁 및 건축적 특징
금천교는 창덕궁이 창건되고 6년 뒤인 태종 11년(1411) 3월 진선문 밖 어구에 설치되었는데, 그 후 숱한 화재와 전란에도 불구하고 창건 당시의 모습을 보존하고 있다. 현존하는 궁궐 안 돌다리 가운데 가장 오래된 것이다.
규모는 의장(儀杖)을 갖춘 국왕의 행차 때 노부(鹵簿)의 폭에 맞도록 설정되었으며, 상면은 길이 12.9m,너비 12.5m로 정사각형에 가까울 정도로 폭이 넓다.
구조는 하천 바닥의 중앙과 물가에 놓인 기반석을 토대로 홍예를 2개 튼 형식으로 물가의 축대는 부벽(扶壁)구실을 하고 있으며, 홍예 위에는 장대석 모양의 멍에돌을 얹었다. 다리의 상면은 불룩하게 곡면으로 만들고 바닥을 3칸으로 구분하여 칸마다 장대석을 고르게 깔았으며, 다리 가장자리에는 그 위에 동물상을 조각한 이주석이 세워져 있다.
난간은 머리 부분을 연화보주형(蓮花寶珠形)으로 장식한 법수와 그 사이에 세운 판석으로 이루어져 있다. 판석은 하엽동자기둥(荷葉童子柱)모양의 부조를 중심으로 2칸으로 분절되었고 칸마다 안상을 투각하여 놓았다.
법수 밑에는 멍엣돌 위치에서 돌출된 석재에 짐승머리모양을 환조(丸彫)로 조각하였다. 다리 측면의 홍예 사이 벽에는 귀면형(鬼面形)이 부조되어 있고, 그 아래쪽의 홍예 기반석 위에는 남쪽에 해태상, 북쪽에 거북이상 등 환조로 만든 동물상들이 배치되어 있어서 금천의 분위기를 상징적으로 연출하고 있다.

## 지정 가치
현재 서울에 남아있는 가장 오래된 돌다리이며, 궁궐의 위엄을 보여주는 상징적 조각상과 아름다운 문양, 견고하고 장중한 축조 기술 등이 돋보이는 이중 홍예교로서 역사적, 예술적, 건축적 가치가 뛰어나다.

## 같이 보기
- 창덕궁
- 금천 (하천)

## 참고 자료
- 창덕궁 금천교 - 국가유산청 국가유산포털